# Elecció papal de 1292–94
L'elecció papal de 1292-94 es produí entre el 5 d'abril del 1292 i el 5 de juliol del 1294 i va ser l'última elecció papal sense el format del conclave on els electors estan tancats en reclusió cum clave—sense clau— i amb prohibició d'abandonar la reunió fins que no s'esculli un nou Bisbe de Roma. Després de la mort del Papa Nicolau IV el 4 d'abril del 1292, els onze cardenals supervivents, ja que el dotzè va morir durant la seu vacant, van deliberar durant més de dos anys abans d'elegir el tercer dels sis que no eren cardenals per ser elegit papa durant la baixa edat mitjana: Pietro da Morrone, que va prendre per nom Papa Celestí V.

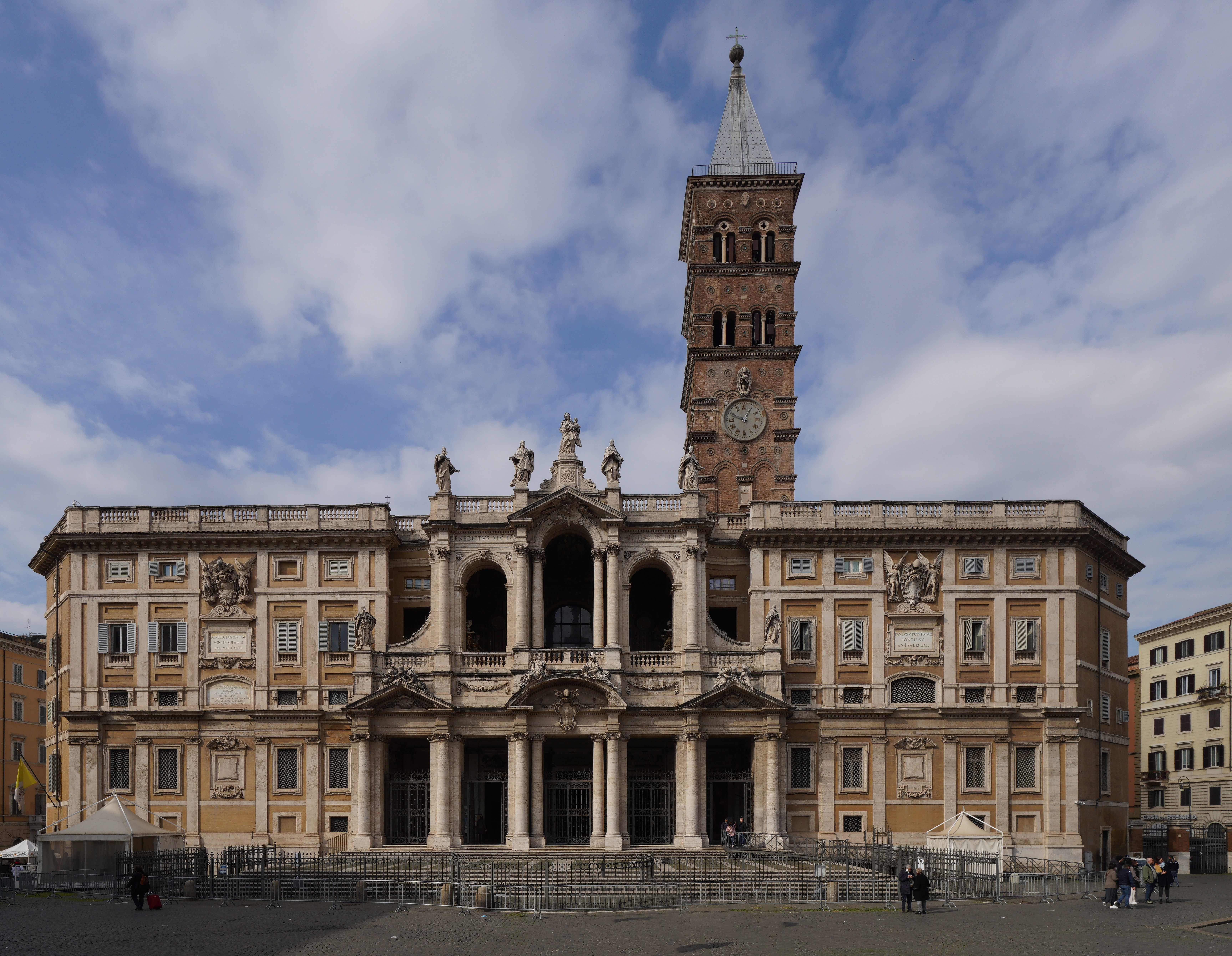
Basílica de Santa Maria Major, on va començar l'elecció

Fonts contemporànies suggereixen que Morrone es resistia a acceptar la seva elecció quan la notícia dels cardenals ja corria a la seva ermita situada a dalt d'una muntanya. La seva vida ascètica i la incomunicació de més de dos anys el van deixar poc preparat per les responsabilitats papals del dia a dia, i de seguida va caure sota la influència de la monarquia napolitana de Carles d'Anjou, el que provocà la insatisfacció fins i tot dels cardenals que l'havien votat. Celestí V va renunciar el 13 de desembre del 1294.

## Cardenals electors
Dotze cardenals electors van començar l'elecció, però un —Jean Cholet—va morir abans del final.
| Elector                        | Nationalitat                    | Ordre             | Títol                                    | Elevat           | Ascensor     | Notes                                                                   |
| ------------------------------ | ------------------------------- | ----------------- | ---------------------------------------- | ---------------- | ------------ | ----------------------------------------------------------------------- |
| Latino Malabranca Orsini, O.P. | Romà                            | Cardenal-bisbe    | Bisbe d'Ostia i Velletri                 | 12 març 1278     | Nicolau III  | Degà del Col·legi Cardenalici; Inquisidor General nebot del Nicolau III |
| Gerardo Bianchi                | Parmesà                         | Cardenal-bisbe    | Bisbe de Sabina                          | 12 març 1278     | Nicolau III  |                                                                         |
| Giovanni Boccamazza            | Romà                            | Cardenal-bisbe    | Bisbe de Frascati                        | 22 desembre 1285 | Honori IV    | Nebot del Honori IV                                                     |
| Mateu d'Acquasparta, O.F.M.    | Todinès                         | Cardenal-bisbe    | Bisbe de Porto-Santa Rufina              | 16 maig 1288     | Nicolau IV   | Penitenciari major                                                      |
| Jean Cholet                    | Francès                         | Cardenal-sacerdot | Titular S. Cecilia                       | 12 abril 1281    | Martí IV     | Protoprevere; mort el 2 d'agost de 1293                                 |
| Benedetto Caetani              | Anagniès (família de Catalunya) | Cardenal-sacerdot | Titular Ss. Silvestro e Martino ai Monti | 12 abril 1281    | Martí IV     | Protoprevere a partir del 2 d'agost de 1293; futur Papa Bonifaci VIII   |
| Hugues Aycelin de Billom, O.P. | Francès                         | Cardenal-sacerdot | Titular S. Sabina                        | 16 maig 1288     | Nicolau IV   |                                                                         |
| Pietro Peregrosso              | Milanès                         | Cardenal-sacerdot | Titular S. Marco                         | 16 maig 1288     | Nicolau IV   | Camarlenc del Col·legi Cardenalici                                      |
| Matteo Rosso Orsini            | Romà                            | Cardenal-diaca    | Diaca de S. Maria in Portico             | 22 maig 1262     | Urbà IV      | Protodiaca; arxipreste de la patriarcal Basílica del Vaticà             |
| Giacomo Colonna                | Romà                            | Cardenal-diaca    | Diaca de S. Maria in Via Lata            | 12 març 1278     | Nicholas III | Arxipreste de la patriarcal Basílica de Santa Maria Major               |
| Napoleone Orsini               | Romà                            | Cardenal-diaca    | Diaca de S. Adriano                      | 16 maig 1288     | Nicolau IV   |                                                                         |
| Pietro Colonna                 | Romà                            | Cardenal-diaca    | Diaca de S. Eustachio                    | 16 maig 1288     | Nicolau IV   |                                                                         |